# 哈馬縣
0°12′S 80°16′W / 0.200°S 80.267°W
哈馬縣（西班牙語：Cantón Jama），是厄瓜多爾的縣份，位於該國西部，由馬納比省負責管轄，處於太平洋沿岸，面積575平方公里，2001年人口20,230，人口密度每平方公里35.18人。